# Divorce Club
Pour plus de détails, voir Fiche technique et Distribution.
Divorce club est un film français, réalisé par Michaël Youn, sorti le 14 juillet 2020.
Le film a gagné le Grand Prix du festival de l'Alpe d'Huez le 18 janvier 2020.

## Synopsis
Deux amis créent un club réservé aux divorcés hommes et femmes afin que ceux-ci puissent remonter la pente en faisant la fête dans une immense villa.

## Fiche technique
- Titre : Divorce Club
- Réalisation : Michaël Youn
- Scénario et dialogues : Matt Alexander, David Gilcreast, Michaël Youn, Claude Zidi Jr., Cyrille Droux, Marie-Pierre Huster
- Directeur de la photographie : Stéphane Le Parc
- Montage : Sandro Lavezzi, Nicolas Trembasiewicz
- Décors : Samantha Gordowski
- Costumes : Charlotte Betaillole
- Son : Thomas Lascar
- Sociétés de production : Radar Films, M6 Films
- Producteur associé : David Gilcreast
- Société de distribution : SND
- Genre : comédie
- Durée : 108 minutes
- Date de sortie :
  - France : 17 janvier 2020 (Festival international du film de comédie de l'Alpe d'Huez), 14 juillet 2020 (en salles)

## Distribution
- Arnaud Ducret : Benjamin « Ben » Catala
- François-Xavier Demaison : Patrick
- Matteo Salamone : le fils de Patrick
- Michaël Youn : Thierry « Titi » Lemaitre
- Audrey Fleurot : Albane
- Caroline Anglade : Marion Rush
- Youssef Hajdi : Helmut
- Grégoire Bonnet : Didier
- Marc Riso : Christian
- Jarry : Dr Fred Eric
- Frédérique Bel : Sarah
- Charlotte Gabris : Gisèle
- Ornella Fleury : Vanessa Pignet
- Benjamin Biolay : Blaise
- Claudia Tagbo : Katy Lemaitre
- David Coscas : David
- Raphaël Carlier : Raphaël
- Patrick Braoudé : Père de Sarah
- Gladys Cohen : Mère de Sarah
- Vincent Desagnat : Joueur de mandoline restaurant italien.
- Vincent Moscato : Patron du sex-shop
- Cartman : Serveur restaurant italien.

## Production
Le scénario est écrit, d'après un scénario de David Gilcreast, par Michaël Youn, avec l'aide de Matt Alexander, Cyrille Droux et Claude Zidi Jr. Le film est produit par Radar Films et SND. Il s'agit de la troisième réalisation de Michaël Youn. 
Le tournage a eu lieu dans le sud de la France, à Marseille, Aix-en-Provence, et au Pradet, à la villa Rocabella, dans le Var.

## Accueil

### Box-office
Divorce Club recueille 623 264 entrées en sept semaines, pour une recette de moins de 4,8 millions d'euros et un budget de 8 millions d'euros.

## Distinction
- Festival international du film de comédie de l'Alpe d'Huez 2020 : Grand prix[2],[3]